# Degel haTora
Degel haTora (hebräisch דֶּגֶל הַתּוֹרָה ‚Banner der Tora‘) ist eine aschkenasische misnagdische charedische („ultraorthodoxe“) Partei in Israel. Das „Banner“ im Namen ist der bewusst gewählte Kontrapunkt zur Fahne des 1948 gegründeten Staates Israel.

## Geschichte
Degel haTora entstand 1988 als Absplitterung der Agudat Jisra’el und wurde von Rabbi Elasar Menachem Schach gegründet. Sie repräsentiert den nicht-chassidischen Teil des aschkenasischen charedischen („ultraorthodoxen“) Judentums, steht also in der Tradition der litauischen Mitnagdim. Bei den Wahlen 1988 konnte sie zwei Sitze erringen und gehörte (ohne Geschäftsbereich) der Regierung der Nationalen Einheit an.
Seit der Parlamentswahl 1992 tritt die Partei bei den Wahlen zur Knesset mit der Agudat Jisraʾel auf einer gemeinsamen Liste (Vereinigtes Thora-Judentum) an. Dieses Bündnis zerbrach 2004 während der 16. Legislaturperiode der Knesset an der Frage des Eintritts in die Regierung unter Ariel Scharon. Vor den Wahlen im Jahr 2006 erfolgte jedoch der erneute Zusammenschluss. Von den 6 Sitzen, die das Vereinigte Thora-Judentum damals erhielt, gingen zwei an Degel haTora. Sie wurden wahrgenommen von Mosche Gafni und Uri Maklev. Diese beiden Abgeordneten vertraten die Partei auch in der 2009 gewählten 18. Knesset und seit der Parlamentswahl von 2015. Seit der Parlamentswahl 2021 ist die Allianz Vereinigtes Thora-Judentum mit sieben Abgeordneten in der Knesset vertreten, davon vier von Degel haTora.